# Invisible (Paul Auster)
Invisible és una novel·la de l'escriptor nord-americà Paul Auster, publicada el 2009 i traduïda i publicada en català el mateix any per Albert Nolla a la col·lecció El balancí d'Edicions 62.

## Argument
La novel·la presenta una estructura molt interessant, ja que ens trobem amb tres narradors de la història, però que en conjunt es tracta d'una autobiografia del protagonista de la novel·la, Adam Walker, que exposa les seves vivències del 1967, quan tenia 20 anys i estudiava lletres a la Universitat de Colúmbia i coneix un misteriós professor francès convidat, Rudolf Born, i la seva parella, Margot. Aquests fets els exposa l'Adam el 2007 en una novel·la que escriu sobre aquells moments i quan està greument malalt i no pot acabar el relat, només n'escriu tres dels quatre capítols que ha de tenir, i encara el tercer són anotacions, no pas un relat cohesionat.
L'amistat entre el jove Walker i la parella francesa s'intensifica, Born li proposa que dirigeixi una revista literària i en un dels sopars per muntar aquesta revista li diu si se sent atret per la seva parella i si voldria fer l'amor amb ella. Walker, sorprès, contesta que no, però pensa que sí i aprofita l'avinentesa d'un viatge a París de Born per tenir un afer amb la Margot. Quan Born torna de França ja sap tot el que ha passat, deixa la Margot i continua amb el projecte de revista amb Walker, fins que una nit, després d'un sopar, en un carrer un noi els atraca i Born el mata, cosa que trasbalsa profundament Walker, que després de dubtes el denunciarà. Aquests fets s'expliquen al primer capítol, Primavera.
A continuació, Walker explica l'estiu del 1967, quan va compartir pis amb la seva germana Gwyn en un capítol que porta el nom d'aquesta estació. En aquest capítol apareixen els problemes personals del noi, la incomoditat amb els seus pares, l'enamorament amb la seva germana i en principi la consumació incestuosa d'aquest amor, la mort d'un germà petit que el marca tota la vida... Ara bé, com després diu la germana molts dels fets que es relaten aquí no són veritat, sobretot la relació que van tenir.
El capítol Tardor es coneix un cop Walker ja és mort i ens explica com a finals d'estiu marxa a París per fer un curs i evadir-se del món familiar que no li agrada, on es retroba amb la Margot i en Born, que té previst casar-se amb una dona, l'Hélène Juin. Quan ho sap, Walker decideix evitar aquest matrimoni i explicar l'afer amb l'atracador que havia mort. El noi freqüenta la filla de l'Hélène, Cécile, que s'enamora d'ell i quan aquest explica la veritat, s'enfaden totes dues profundament amb ell i el rebutgen. Haurà de marxar de França acusat de possessió de drogues, en el que sembla una jugada fosca de Born.
Walker envia els originals al seu amic de la universitat Jim Freeman, que no ha vist en tots aquests anys i que s'ha convertit en un escriptor d'èxit, sembla com si aquest Freeman fos un àlter ego d'Auster. I és el mateix Freeman qui ens explica l'evolució dels fets, com quan explica la història a la Gwyn Tedesco Walker i intenta reconstruir el final de la història. Això el duu a saber que tots els protagonistes són morts, en Born, la Margot i l'Hélène, però sí que troba la Cécile, que li explica com n'estava d'enamorada i li dona unes pàgines del seu diari personal a una visita que havia fet a en Rudolf Born al Carib, on continuava negant que ell hagués matat aquell noi que els havia atracat, que tampoc havia fet deportar l'Adam de França, però en canvi deixa entendre que era un agent doble dels soviètics a França disfressat de professor universitat.
A més de l'estructura, és interessant el joc d'identitats, ja que el llibre és una mena de publicació de l'obra de Walker, però que per un acord entre la Gwyn i en Freeman, han canviat tots els noms per evitar escàndols.
Un dels elements curiosos de la novel·la és quan la Cécile va a l'illa del Carib, Quillia, on viu Born i s'emporta un munt de llibres que no tindrà temps de llegir, entre els quals destaca un d'Enrique Vila-Matas, per bé que no en diu el títol.